# Остин (Техас)
О́стин (англ. Austin, [ˈɔːstən]) — город в США, расположенный в центральной части штата Техас, столица штата и административный центр округа Травис. Город основан в 1839 году и назван в честь Стивена Остина, одного из основателей независимого Техаса.
По состоянию на 2022 год население Остина оценивалось в 974 447 человек, по сравнению с 961 855 человек во время переписи 2020 года.
Остин является 4-м по численности городом Техаса и 10-м по США. Центр политической и административной деятельности. В Остине располагается один из крупнейших университетов США — Техасский университет.

## История
Нынешняя территория округов Уильямсон и Травис, частью которого является Остин, была заселена как минимум с 9200-х годов до н. э. Согласно раскопкам, которые проводились между Джорджтауном и Фортом Худ, люди здесь жили уже в эпоху плейстоцена и были частью культуры Кловис.
Перед приходом европейцев территорию заселяло племя тонкава, проходили пути команчей и липанов.
В начале XIX века неподалёку от нынешнего Остина были построены два испанских форта: Бастроп и Сан-Маркос. В 1830-х годах на месте Остина была основана деревня Ватерлу (англ. Waterloo).
В 1835 году началась война за независимость Техаса, результатом которой стало создание нового государства с собственными президентом, конгрессом и денежной системой. В 1839 году в конгрессе была сформирована комиссия для поиска места для новой столицы, которую назовут в честь основателя Техаса, Стивена Остина. Второй президент Техаса Мирабо Ламар порекомендовал обратить внимание на Ватерлу и окрестности, отметив красоту холмистой местности. В итоге было решено основать столицу именно в этом месте и вместо деревни Ватерлу появился город Остин.
Ряд выигранных столкновений с команчами в 1840 году позволил городу и окрестностям начать быстро развиваться, был сформирован округ Травис. Однако политический оппонент Ламара, первый и третий президент Техаса Сэм Хьюстон, сославшись на атаки мексиканской армии на Сан-Антонио, расположенный совсем близко к Остину, перенес конгресс Техаса из столицы. Это решение также было поддержано многими жителями Хьюстона, которым приходилось путешествовать в Остин по государственным делам. После переезда конгресса примерно половина из 856 жителей Остина покинуло город. В 1841 году под предлогом угрозы со стороны индейцев и мексиканцев, которые по-прежнему считали территорию Остина своей, была перенесена и столица.
В 1845 году четвёртый президент Техаса Энсон Джонс и конгресс проголосовали за возвращение правительства и статуса столицы в Остин. Тогда же было принято решение о вхождении Техаса в состав Соединённых Штатов Америки.
Начиная с середины XX века Остин является одним из крупнейших мегаполисов Техаса, а в конце века Остин начал развиваться в том числе и как крупный центр высоких технологий в области полупроводников и программного обеспечения. Техасский университет стал одним из крупнейших в США.
С 1970-х годов Остин также становится одной из крупнейших музыкальных сцен в стране, во многом благодаря таким знаменитым артистам как Вилли Нельсон, Стиви Рэй Вон, родившимся в данной местности. Позже статус центра музыкальной индустрии был подкреплен появлением музыкальной телепрограммы Остин Сити Лимитс (Austin City Limits), одноимённым фестивалем, а также фестивалем музыки и кино South by Southwest (SXSW).

## География
Остин расположен в центральной части штата Техас, к северо-востоку от Сан-Антонио. Через город проходит одна межштатная магистраль — I-35. Высота колеблется от 88 до 405 метров над уровнем моря. По данным 2018 года город занимал территорию примерно 828,54 км², из которых около 18,65 км² является водной поверхностью.
Город расположен на реке Колорадо, на его территории создано три искусственных озера: озеро Леди-Бёрд (англ. Lady Bird Lake, ранее называвшееся Городским озером, англ. Town Lake), озеро Остин (англ. Lake Austin), а также озеро Уолтера Е. Лонга (англ. Lake Walter E. Long). Помимо этого, в пределах города находится часть озера Травис (англ. Lake Travis), включая дамбу Менсфилд (англ. Mansfield Dam). Озёра Травис, Леди-Бёрд и Остин находятся на реке Колорадо. В результате того, что в черте города проходит разлом Балконес (англ. Balcones Fault), территория сильно различается в разных частях города. Так, на востоке это плоская территория с тяжелой глиной и суглинком, в то время как запад города находится на окраине местности, называющейся Хилл-Кантри (англ. Texas Hill Country) и покрыт холмами. Эти холмы преимущественно состоят из известняка, сверху покрытого небольшим слоем почвы. Из-за такого строения ливни могут периодически затапливать те или иные части города. Для того, чтобы предотвратить затопление, на реке Колорадо построена система дамб, которой управляет некоммерческая служба Lower Colorado River Authority. Эти дамбы образуют ряд озёр, которые используются для отдыха и развлечений: плавания, катания на лодках, рыбалки, в прибрежных зонах разбиты парки.
Остин находится на границе четырёх экологических зон и потому является оазисом с сильно изменчивым климатом, характеристики которого содержат признаки пустыни, тропиков и влажных регионов. Эти особенности также являются причиной биологического разнообразия, данная территория стала домом для многих видов животных и растений. Цветы, среди которых самые известные здесь — техасские люпины, цветут практически круглый год, хотя самый активный период цветения приходится на весну. Многие цветы были специально посажены «Леди Бёрд» Джонсон, женой президента Линдона Джонсона.
Одним из популярных мест в Остине является гора Боннелл. Естественное известняковое образование высотой до 238 метров над уровнем моря имеет обзорную площадку примерно на 60 метров ниже пика, с которой открывается красивый вид на озеро Остин и дома, стоящие на его берегах.
Почвы в районе Остина варьируются от неглубоких слоев глины над известняком на западе до тяжелых глин на востоке. Некоторые из встречающихся типов глин сильно набухают при контакте с водой и таким образом затрудняют строительные работы в городе. Большинство глин богаты карбонатом кальция.

### Климат
В Остине преобладает влажный субтропический климат (Cfa по классификации Кёппена), который характеризуется чрезвычайно жарким затяжным летом с преобладанием влажных ветров из Мексиканского залива, а также мягкой и короткой зимой. В среднем, в Остине выпадает 872 мм осадков в год, большая часть — весной. В это время года достаточно часты сильные грозы, но не торнадо. Как правило, в Остине ясная или малооблачная погода, город получает почти 2650 часов солнечного света в год, или 60,3 % от возможного максимума.
Летом в Остине обычно жарко и влажно, максимальная температура днём в июле и августе в среднем составляет около 35°С. В среднем 109 дней в году температура превышает 32,2°С, а 12 дней в году температура поднимается выше 37,8°С. Рекордная температура — 44°С — была зарегистрирована дважды: 5 сентября 2000 года и 28 августа 2011 года.
Зима в Остине мягкая и относительно сухая. Минимальная дневная температура в среднем опускается ниже 7,2°С 88 дней в году, а 18 дней в году температура опускается ниже 0°С. Самая низкая температура была зарегистрирована 31 января 1949 года и составила −19 °C.
| Показатель | Янв.  | Фев.  | Март | Апр. | Май  | Июнь | Июль | Авг. | Сен. | Окт. | Нояб. | Дек.  | Год   |
| --- | ----- | ----- | ---- | ---- | ---- | ---- | ---- | ---- | ---- | ---- | ----- | ----- | ----- |
| Абсолютный максимум, °C | 32,2  | 37,2  | 36,6 | 37,2 | 40,0 | 42,7 | 42,7 | 44,4 | 44,4 | 37,7 | 32,7  | 32,2  | 44,4  |
| Средний максимум, °C | 16,3  | 18,4  | 22,3 | 26,5 | 30,2 | 33,3 | 35,3 | 36,1 | 32,5 | 27,6 | 21,8  | 17,0  | 26,4  |
| Средняя температура, °C | 10,8  | 12,7  | 16,5 | 20,6 | 24,7 | 27,8 | 29,4 | 29,8 | 26,6 | 21,7 | 16,1  | 11,3  | 20,6  |
| Средний минимум, °C | 5,2   | 7,1   | 10,7 | 14,7 | 19,2 | 22,3 | 23,5 | 23,6 | 20,7 | 15,8 | 10,3  | 5,7   | 14,9  |
| Абсолютный минимум, °C | −18,8 | −18,3 | −7,7 | −1,1 | 4,4  | 10,5 | 13,8 | 14,4 | 5,0  | −1,1 | −6,6  | −15,5 | −18,8 |
| Норма осадков, мм | 56    | 51    | 70   | 53   | 112  | 109  | 47   | 59   | 75   | 98   | 75    | 60    | 865   |
| Источник: Austin Area Climate Table (англ.) (PDF). National Weather Service. Дата обращения: 28 мая 2019. Архивировано 29 мая 2019 года. |       |       |      |      |      |      |      |      |      |      |       |       |       |

### Жара и засуха в 2011 году
С октября 2010 года по август 2011 в Остине выпало минимальное количество осадков с 1950-х годов. Такая засуха является следствием погодного явления под названием Ла Нинья в Тихом океане. Учёные до сих пор сомневаются, является это явление прямым следствием изменения климата или нет, однако предсказывают дальнейшие ухудшения, учитывая потепление и засушливость местного климата.
В 2011 году также значительно превышен рекорд по количеству дней с максимальной температурой 37,8°С (100 °F) и выше. На 13 октября 2011 года количество таких дней составило 90. Предыдущий рекорд был установлен в 1925 году, тогда было зафиксировано 69 дней с трёхзначной (по Фаренгейту) температурой.

## Администрация и политика

### Законодательная деятельность и администрация
Главным органом городского управления является городской совет, состоящий из одиннадцати членов, десять из которых избираются по районам, а одиннадцатым является мэр города, избираемый всеми жителями Остина, имеющими право голоса. В помощь мэру нанимается сити-менеджер. Выборы мэра и остальных членов городского совета проходят на беспартийной основе, по мажоритарной системе абсолютного большинства. До ноября 2014 года Остин оставался единственным из крупных городов Техаса, в котором каждый из членов городских органов управления выбирался всеми жителями города, а не по районам.
Мэром является Кирк Уотсон. Он был избран 8 ноября 2022 года и вступил в должность 6 января 2023 года.
За исключением административных зданий, порядок в Остине поддерживается силами отдела полиции Остина. Административные здания охраняются отделом общественной безопасности Техаса. Пожарную охрану осуществляет отдел пожарной охраны Остина, скорую медицинскую помощь — скорая помощь Остина и округа Травис.

### Политика
Остин известен как оазис либерализма в консервативном штате, иногда жители остальных частей Техаса даже в шутку называют его «Остинская народная республика». В 1970-х годах Остин стал оплотом демократической партии, в то время как пригород, как правило, голосовал за республиканцев.
Также в Остине активны представители Либертарианской партии.
Двое из кандидатов на пост президента в 2004 году проживали в Остине: Майкл Бэднэрик из упомянутой выше Либертарианской партии, а также Дэвид Кобб из партии Зеленых. Хотя обычно комиссия по президентским дебатам приглашает только кандидатов от демократов и республиканцев, в ноябре, в преддверии выборов, на президентские дебаты в Техасском университете были приглашены все кандидаты, включая двух представителей малых партий.
В Остине также прошёл один из последних раундов президентских дебатов между Бараком Обамой и Хиллари Клинтон во время их гонки за выдвижение от Демократической партии в 2008 году.

### Экологическое движение
Отличительной чертой политического движения в Остине стало экологическое движение. Большая часть движения созрела в дискуссиях по вопросам, касающимся сохранения качества жизни и создания «чувства места» в Остине. В 2012 году город стал одним из первых в Техасе, запретившим магазинам упаковывать купленные покупателями товары в тонкие пластиковые пакеты.

## Экономика
Остин является крупнейшей составной городской агломерации Большой Остин, внутренний валовой продукт которой в 2010 году составил 86 миллиардов долларов США. Город считается одним из крупнейших центров высоких технологий США. Ежегодно тысячи выпускников со специальностями инженеров и компьютерных специалистов из Техасского университета пополняют компании, занимающиеся технологиями и защитой. Цены на жилье в метрополии намного ниже, чем в Кремниевой долине, но заметно выше цен в других районах Техаса. В результате большой концентрации высокотехнологичных компаний Остин заметно пострадал от пузыря доткомов. Крупнейшими работодателями в Остине являются правительство штата Техас, Техасский университет в Остине, Dell, город Остин, сеть учреждений здравоохранения Seton Healthcare Network, независимый школьный округ Остина, сеть магазинов HEB Grocery, федеральное правительство США, сеть учреждений здравоохранения St. David’s Healthcare Partnership IBM и Freescale. Также в городе располагаются офисы многих хайтек-компаний: 3M, AMD, Apple, Applied Materials, ARM, Buffalo Technology, Cirrus Logic, Cisco Systems, Bioware, Blizzard Entertainment, eBay/PayPal, Electronic Arts, Facebook, Flextronics, Google, Hewlett-Packard, HomeAway, Hoover’s, HostGator, Intel Corporation, National Instruments, Nvidia, Oracle, Qualcomm, Rackspace, RetailMeNot, Rooster Teeth, Samsung, Silicon Labs, Spansion, Troux Technologies, Xerox, United Devices, Tesla и Wargaming.net. Преобладание высокотехнологичных компаний привело к названию региона — Кремниевые холмы, а также способствовало его развитию и росту.
Остин также развивается как центр фармацевтики и биотехнологий. В городе насчитывается около 240 биологических компаний, из них около 28 % работают в областях фармацевтики и биотехнологии. Аналитический центр Milken Institute поставил Остин на 12 место в списке центров биотехнологий и бионауки в США. В городе располагаются такие компании как Hospira, Pharmaceutical Product Development, ArthroCare.
В Остине основана крупная международная сеть магазинов высококлассных продуктов Whole Foods Market, специализирующаяся на натуральной, органической и местной еде.
Другие крупные компании, базирующиеся в Остине: Dimensional Fund Advisors, EZCorp, Forestar Group, Freescale Semiconductor, GSD&M, Goldsmith, Keller Williams Realty, National Western Life, Sweet Leaf Tea Company и Temple-Inland.

## Городской пейзаж
Основные здания, запечатленные на многих фотографиях Остина, — средней высоты, а также довольно далеко отстоят друг от друга. Второе свойство частично является следствием ограничения, наложенного властями для того, чтобы сохранить красивые виды на здание Техасского Капитолия из разных точек города (так называемый, коридор обзора Капитолия). Это ограничение, однако, не помешало строительству новых небоскрёбов, центр города выглядит современно и довольно плотно застроен. Самое высокое здание города, Остониан (The Austonian), достигло своей нынешней высоты (208 метров) 17 сентября 2009 года, его ввели в эксплуатацию в июне 2010. В данный момент в Остине продолжается бум небоскрёбов, помимо Остониан, в городе завершено строительство Austin 360 Condominiums Tower (172 метра), Спринг и нескольких других небоскрёбов.
Ночью некоторые районы Остина освещаются «искусственным лунным светом» с помощью 50-метровых Башен Лунного Света, которые были построены в конце XIX века и сейчас являются историческими памятниками. Остин — единственный город, в котором они сохранились (осталось 15 из 31). Башни можно увидеть в фильме «Под кайфом и в смятении», снятом в 1993 году.

### Центр города
В деловом центре города находятся некоторые из наиболее высоких небоскрёбов в штате, такие, как 56-этажный Остониан или 44-этажный Кондоминиум 360, открытый в 2008 году, как и Кондо Четыре Сезона (Four Seasons Condos). Бывший мэр Уилл Уинн поставил задачу довести число жителей в центре города до 25000 к 2015 году, и город стал стимулировать постройку жилых домов. Это значительно изменило облик центра города в последние годы. К тому же популярности жилья и росту центра способствовали обилие живой музыки, вечерних развлечений, музеев, ресторанов, а также озеро Леди Бёрд, которое считается одним из лучших мест для отдыха в Остине. Район Второй улицы состоит преимущественно из нового жилья, ресторанов, кофеен, высококлассных бутиков, музеев. Также здесь находится городская ратуша. Напротив неё построена студия для программы Austin City Limits. Также в центре города базируется фестиваль South by Southwest, во время которого, в течение 4-х мартовских дней, выступают более 3000 исполнителей.

## Демография
По статистическим данным на 1.07.2022 года в Остине проживало 974 447 человек.
Согласно переписи населения 2010 года в городе проживало 790 390 человек, 324 892 домохозяйства, 168 582 семьи.
Расовый состав города в 2020 году составлял:
- 54,7 % — белые,
- 7,3 % — афроамериканцы,
- 1 % — коренные народы США,
- 9 % — азиаты,
- 0,1 % — жители Гавайев или Океании,
- 11,9 % — другие расы,
- 16,1 % — две и более расы.

Число испаноязычных жителей любых рас составило 35,1 %.
Из 324 892 домохозяйств, в 26 % проживают дети младше 18 лет. В 36,2 % случаев в домохозяйстве проживают женатые пары, 11 % — домохозяйства без мужчин, 48,1 % — домохозяйства, не составляющие семью. 34 % домохозяйств представляют собой одиноких людей, 4,9 % — одиноких людей старше 65 лет. Средний размер домохозяйства составляет 2,37 человека. Средний размер семьи — 3,16.
25,6 % населения города младше 20 лет, 39,9 % находятся в возрасте от 20 до 39, 27,5 % — от 40 до 64, 7,1 % — 65 лет и старше. Средний возраст составляет 31 год.
Согласно данным опросов пяти лет с 2009 по 2013 годы, средний доход домохозяйства в Остине составляет 37 094 доллара США в год, средний доход семьи — 69 272 доллара. Доход на душу населения в городе составляет 31 990 долларов США, ниже, чем в среднем по стране — 39 997 долларов. Около 13,5 % семей и 19,1 % населения находятся за чертой бедности. В том числе 26,7 % в возрасте до 18 лет и 8,8 % в возрасте 65 и старше.

## Культура и искусство
Девиз «Сохраняйте Остин Необычным» (Keep Austin Weird) в последние годы стал настоящим хитом, эту надпись можно встретить практически на любом сувенире в городе. Слоган призван не только подчеркнуть оригинальность и разнообразие Остина, но и помочь местному бизнесу. Согласно книге «Необычный город», вышедшей в 2010 году, авторство фразы принадлежит библиотекарю местного колледжа (Austin Community College) Реду Вассеничу и его жене, Карен Павелке, которые были озабочены «быстрым погружением города в коммерционализм и слишком быстрой застройкой». Несмотря на то, что с тех пор девиз использовался во многих различных ситуациях и смыслах, он по-прежнему является главным слоганом для тех, кто озабочен быстрым ростом и безответственной застройкой города. История Остина богата на протесты горожан против проектов, которые ухудшали окружающую среду, разрушали культурные памятники или естественный ландшафт.
Согласно компании Нильсен (Nielsen), совершеннолетние жители Остина активнее, чем их сверстники в других метрополиях, читают и пишут в блоги. Также жители Остина используют интернет интенсивнее, чем где-либо ещё в Техасе. Журнал Мани (Money) дважды включал Остин в список наилучших крупных городов для проживания: в 2006 году на второе место и в 2009 на третье, а MSN признавал Остин самым зелёным городом. Согласно журналу «Путешествия и Досуг» (Travel & Leisure) в Остине проживают самые лучшие как индивидуальности и горожане люди.
Одним из главных мест для шоппинга является район SoCo, находящийся в южной части Конгресс-авеню. Здесь можно найти множество сувенирных и эксцентричных магазинов, рестораны и кофейни, также это место принимает множество парадов. Район с особой гордостью «охраняет странности Остина», что особенно заметно на фоне застройки соседних районов.

### Ежегодные мероприятия
Дом-музей О. Генри ежегодно проводит конкурс каламбура O. Henry Pun-Off, в котором участники соревнуются в остроумии. Другие ежегодные мероприятия включают в себя празднование дня рождения ослика Иа-Иа, Спамараму, Остинский фестиваль регги, и фестиваль Остин — город искусства в апреле, студио-тур восточного Остина в ноябре и карнавал Бразилейро в феврале. Шестая улица традиционно принимает фестивали Pecan Street и празднование Хэллоуина, начиная с 2002 года также ежегодно в парке Зилкер трёхдневный музыкальный фестиваль Остин Сити Лимитс (Austin City Limits). Каждый год в одни из выходных в конце марта — начале апреля в Остине проходят эстафеты.
В декабре в парке Зилкер традиционно зажигается рождественское дерево — набор гирлянд, растянутых в разные стороны от верхушки башни лунного света. Как правило, дерево зажигают одновременно с аллеей света, однако в 2010 и 2011 годах в целях экономии бюджетных средств аллею света решили не организовывать.

### Музыка
Наличие большого количества площадок для выступлений является наглядным подтверждением официального слогана Остина — «Всемирная столица музыки». Музыкальными центрами являются ночные клубы на шестой улице, а также ежегодный фестиваль музыки кино и искусства South by Southwest. В 2007 году в фестивале приняли участие Пит Таунсенд, Игги Поп, Том Морелло и Рики Ли Джонс. Помимо этого, в театре Муди (Moody Theatre) записывается самая продолжительная телевизионная концертная программа Остин Сити Лимитс, а одноимённый трёхдневный фестиваль проходит каждую осень в парке Зилкер. Также в Остине проходит и ряд других фестивалей: Фестиваль Городской Музыки (Urban Music Festival), Весёлый-весёлый Фестиваль (Fun Fun Fun Fest), Хаос в Техасе (Chaos In Tejas), Фестиваль Старых Поселенцев(Old Settlers Music Festival) и Остинский Психоделический Фестиваль (Austin Psych Fest).
Остинская лирик-опера ежегодно ставит несколько спектаклей с момента открытия в 1986 году. В 2007 году здесь прошла североамериканская премьера оперы Филиппа Гласса «В ожидании варваров», поставленной по книге, которую написал выпускник местного университета Джон Кутзее. Представления проходят в Лонг-Центре, а также театре под открытым небом в парке Зилкер.
Остинский симфонический оркестр, музыкальным руководителем и дирижёром которого является Питер Бэй, исполняет большой спектр музыкальных произведений от классики до популярной и семейной музыки.

### Кино
В городе проходит ежегодный фестиваль кино, участие в котором принимают многие режиссёры со всех уголков мира. В 2004 году журнал МувиМейкер (MovieMaker) назвал Остин лучшим городом для проживания и создания фильмов.
В Остине снимался ряд известных фильмов, не последнюю роль в выборе места для которых сыграло наличие в Техасском университете факультета телевидения, радио и кино. Список фильмов, снятых в Остине, включает в себя такие картины как «Крутой и цыпочки», «Подержанные львы», «Пробуждение жизни», «Дети шпионов», «Под кайфом и в смятении», «Офисное пространство», «Жизнь Дэвида Гейла», «Мисс Конгениальность», «Халявщик», «Идиократия», «Крутой парень», «Проблески надежды», «Форт Аламо», «Открытый чек», a также «Железная хватка» братьев Коэн, «Грайндхаус», «Мачете», «Как есть жареных червяков» и «Бэндслэм». Для привлечения новых съемок Киносообщество Остина превратило несколько ангаров бывшего аэропорта Мюллер в киностудию Austin Studios. В студии снимались клипы группы The Flaming Lips, а также сцены для фильмов «25-й час» и «Город Грехов». Остин также был местом съемок реалити-шоу MTV «Настоящий мир», «Настоящий мир: Остин». В Остине базируются известные сайты о кино: Spill.com и Ain’t It Cool News.

### Средства массовой информации
Основной ежедневной газетой является «Austin American-Statesman». Также ежедневно выходят «The Austin Chronicle» и студенческая газета «The Daily Texan». Еженедельно выпускается бизнес-газета «Austin Business Journal». Помимо уже перечисленных, выпускается ряд региональных и районных газет. Так, к примеру, в Остине находится офис журнала «Texas Monthly». Относительно недавно стала издаваться ежемесячная газета «Community Impact», насчитывающая пять районных выпусков и сообщающая о новостях каждого района. Данная газета основана бывшим издателем «Austin Business Journal» и доставляется в каждый дом района бесплатно. Среди местных радиостанций можно выделить KLRU, получившую несколько премий за созданные её работниками программы, KUT, наиболее популярную радиостанцию в Техасе, KOOP (FM) — радиостанция, на которой работают добровольцы, а также KVRX, радиостанцию студентов Техасского университета. Сетевые телеканалы в Остине представляют KTBC (Fox), KVUE (ABC), KXAN (NBC), KEYE-TV (CBS), KLRU (PBS), KNVA (The CW), KBVO (My Network TV) и KAKW (Univision). Местный новостной телеканал News 8 Austin вещает в круглосуточном режиме.
С недавних пор важную роль в подаче информации играет организация The Texas Tribune, чей веб-сайт в основном ориентирован на политические новости Техаса и Остина в частности. Организация существует за счет пожертвований пользователей.

### Театры
В Остине существует немалое количество театров, среди которых можно выделить театральный центр Захария Скотта, компанию Vortex Repertory, театр Salvage Vanguard, Rude Mechanicals' the Off Center, Austin Playhouse, Scottish Rite Children’s Theater, театр Hyde Park, театр the Blue, театр the Hideout и Esther’s Follies. Не менее популярны уличные выступления, в апреле в Остине проходит ежегодный фестиваль театрального искусства Фьюз Бокс (Fuse Box Festival).
Одним из первых и самых известных театров является построенный в 1915 году театр Paramount. На сцене театра не только проводят спектакли, но и также показывают кино, здесь проходили премьеры некоторых снятых в Остине фильмов (например, «Мисс конгениальность» и «Город Грехов»).
В парке Зилкер ежегодно проходит Летний Мюзикл (Zilker Park Summer Musical).
Ещё одним местом театральных выступлений является зал на 2300 человек центра исполнительских видов искусства Лонг (Long Center of the Performing Arts), построенный из переработанных материалов аудиториума Лестера Е. Палмера.
Балет Остина является четвёртой по величине академией балета в США. Ежегодно группа из двадцати членов балета представляет большое количество балетных композиций различных хореографов. Также в Остине базируются ансамбль современного танца Ballet East Dance Company и группа Tapestry Dance.
Театр импровизации Остина выступает сразу на нескольких сценах в городе, в театрах ColdTowne, The Hideout, The New Movement и Salvage Vanguard. В Остине проходит фестиваль комедии Беспредел (Out of Bounds). В 2010 году на 7 сценах выступило более 400 артистов из США и других стран.

### Спорт
| Клуб               | Вид спорта          | Год создания | Лига                          | Стадион                    |
| ------------------ | ------------------- | ------------ | ----------------------------- | -------------------------- |
| ФК Остин           | Футбол              | 2019         | MLS                           | Кью-ту Стэдиум             |
| Round Rock Express | Бейсбол             | 1999         | Pacific Coast League          | Dell Diamond               |
| Austin Outlaws     | Американский футбол | 2003         | Женская футбольная ассоциация | House Park                 |
| Остин Спёрс        | Баскетбол           | 2005         | Лига развития НБА             | H-E-B Center at Cedar Park |
| Texas Stars        | Хоккей              | 2009         | Американская хоккейная лига   | H-E-B Center at Cedar Park |
| Austin Aztex       | Футбол              | 2011         | Объединённая футбольная лига  | House Park                 |
| Austin Aces        | Командный теннис    | 2014         | World TeamTennis              | H-E-B Center at Cedar Park |
Остин является самым большим городом в США, не представленным ни в одной из высших спортивных лиг. Большинство жителей Остина поддерживают команды Техасского университета, Texas Longhorns. Команды по американскому футболу и бейсболу становились национальными чемпионами соответствующих студенческих лиг в 2005—2006 годах. Футбольная команда Texas Longhorns проводит свои матчи на втором по величине в штате стадионе Darrell K Royal-Texas Memorial Stadium, вмещающем более 100 000 болельщиков. Бейсбольные игры проходят на стадионе UFCU Disch-Falk Field, способном принять 6756 зрителей после модернизации, проведенной в 1996 году.
В 1996 году в Остине появилась профессиональная команда из младшей хоккейной лиги, Austin Ice Bats, которая была упразднена в 2008 году из-за недостаточной посещаемости, а также в связи с появлением команды АХЛ Техас Старз. В 2001 году в Остин переехала команда из Колумбуса, выступающая в Лиге развития НБА. После переезда команда получила название Остин Торос. В сезоне 2011/12 клуб стал чемпионом лиги, а в 2014 году был переименован в Остин Спёрс.
Также в Остине базируется команда, выигравшая чемпионат 2010 года по футболу среди девушек до 19 лет, Лоунстар Соккер.
Ландшафт, сочетающий в себе местности, пригодные для велоспорта, скалы из известняка, а также такие водоёмы, как Бартон Спрингс (Barton Springs) сделали, наряду с мягким климатом, Остин одним из центров проведения соревнований по спортивным видам, требующим выносливости или сочетающим несколько дисциплин. Забег на 10 000 миль, Capitol 10 000, является крупнейшим в Техасе и входит в пятёрку крупнейших в стране. Остинский Марафон проводится ежегодно, начиная с 1992 года. Основанная в Остине Американская Ассоциация Плавания проводит ежегодное соревнование на открытой воде Cap 2K, а также ряд других соревнований как в помещениях, так и снаружи. К тому же в Остине базируется ряд велогоночных команд, в городе тренируется семикратный победитель Тур де Франс Лэнс Армстронг, а также множество велосипедистов-любителей, которые предпочитают велосипед автомобилям по экологическим или экономическим причинам. Сочетание развития трёх указанных выше дисциплин является активным подспорьем для развития триатлона. Каждый год, в День Памяти проводится гонка вокруг озера Леди Бёрд, парка Auditorium Shores и Даунтауна.
26 мая 2010 года Берни Экклстоун заключил с Остинской компанией Full Throttle Productions десятилетний контракт на проведение Гран-при США Формулы-1 с 2012 по 2021 год. В ноябре 2011 года строительство трассы было приостановлено из-за споров, возникших между промоутером гонки Таво Хеллмундом, новым руководством автодрома и промоутером Формулы-1 Берни Экклстоуном, однако в декабре все вопросы были улажены и гран-при США было утверждено в календаре на 2012 год. В 2012 году в Остине построена с нуля абсолютно новая гоночная трасса Circuit of the Americas для проведения этого мероприятия. Трасса находится примерно в 7 километрах к юго-востоку от аэропорта Остин Бергстром, первая гонка на ней прошла 18 ноября 2012 года. С 2013 года трасса также принимает гонки MotoGP.
В 2011 году в Остине появилась собственная футбольная команда Austin Aztex. В 2012 году команда дебютировала в Premier Developement League, выбыв в финале конференции, а в 2013 году выиграла чемпионский титул лиги. В 2015 году команда перешла United Soccer League. В мае 2015 года проливные дожди и вышедший из берегов ручей серьёзно повредили стадион House Park, на котором команда проводила домашние матчи. В связи с этим команда отказалась от выступлений в 2016 году и планирует продолжить выступления в 2017, когда проблемы со стадионом будут решены.
В 2014 и 2015 годах в лиге World TeamTennis выступала команда из Остина, Austin Aces. Команда переехала из Калифорнии, где носила название Orange County Breakers. За команду выступали как бывшие профессиональные спортсмены, такие как Энди Роддик и Марион Бартоли, так и действующие профессионалы, в том числе из России: Вера Звонарёва, Теймураз Габашвили и Алла Кудрявцева. В 2015 году остинская команда дошла до финала турнира. В 2016 году команда переехала обратно в округ Ориндж.

###### Футбол
15 января 2019 года «Остин» был официально объявлен клубом MLS, начинающим выступление с 2021 года. 23 июля 2019 года «Остин» объявил, что Джош Волфф станет первым главным тренером клуба. 21 ноября 2019 года должность спортивного директора занял бывший капитан сборной США Клаудио Рейна. 
Футбольный клуб «Остин» принадлежит Two Oak Ventures, ранее известной как Precourt Sports Ventures, которой руководит генеральный директор Энтони Прекурт. Другими инвестиционными партнёрами в Two Oak Ventures являются: актёр Мэттью Макконахи, местный предприниматель Эдуардо Маргайн, руководитель Dell Мариус Хаас и предприниматель в сфере энергетики Брайан Шеффилд.
Первый домашний матч на новом стадионе клуб провёл 19 июня 2021 года против «Сан-Хосе Эртквейкс». Матч закончился со счётом 0-0 и прошёл при полных трибунах.

### Музеи и прочие достопримечательности города
В Остине действует большое количество музеев, самыми известными из которых являются Техасский Мемориальный музей, музей искусств Блантона, музей истории штата Техас Боба Баллока, Музей искусства Остина, а также галереи в Центре Гарри Рэнсома. Одним из самых популярных туристических мест является Капитолий штата Техас, а также старейший отель Driskill, построенный в 1886 году непосредственно перед строительством Капитолия. В Остине располагается библиотека и музей президента США Линдона Бэйнса Джонсона, в которой содержатся документы и артефакты администрации Джонсона, включая лимузин президента и копию овального кабинета.
Музыкальным центром Остина является Шестая улица. Также район Enchanted Forest на юге Остина является центром таких уличных представлений, как танцы с огнём и цирковые шоу.
Предметы искусства, созданные в регионе, можно найти в музее популярной культуры на юге Остина, латиноамериканскую культуру представляет открытый в 1983 году музей Mexic-Arte. Также в Остине находится дом-музей О.Генри, в котором писатель жил в 1891 году.
«Необычность» Остина также проявляется в установленных здесь скульптурах, таких как вилка около гриль-бара Hyde Park, динозавр Mangia, сумасшедшая Мария у Taco Xpress, «мигрирующие» розовые фламинго у входа в ботанический сад, гигантская согнутая рука у спортзала Hyde Park, а также фреска с лягушкой с обложки альбома Дэниела Джонстона Hi, how are you.
Жители Остина часто начинают экскурсии по родному городу со статуи исполнителя техасского блюза, гитариста Стиви Рэя Вона, находящейся на южном берегу Городского озера. Тень от статуи всегда длиннее её высоты и призвана символизировать широкое влияние Стиви Вона на поколения гитаристов.
Под мостом Энн Ричардс на Конгресс-авеню гнездится самая большая городская колония летучих мышей (Бразильских складчатогубов). С марта около полутора миллионов мышей заселяются в зоны сжатия и расширения моста, а также в продольные пазы, идущие вдоль под мостом. Строение моста идеально подходит летучим мышам для размножения. Каждый вечер после заката мыши вылетают на охоту за насекомыми, их вылет виден даже с помощью метеорологического радара. Наблюдение за вылетом мышей сродни представлению, посмотреть на него ежегодно съезжается не менее 100 000 туристов. Зимой мыши мигрируют в Мексику.
Зоопарк Остина находится на невключённой территории на западе округа Травис. Зоопарк предоставляет убежище животным, которых пришлось переместить, в том числе из-за плохого обращения с ними.
В городе находится музыкальный магазин Waterloo Records. Журнал Buzzfeed признавал его лучшим в мире. Существует с 1982 года. Живые выступления в нём давали многие коллективы с мировым именем.

## Парки и зоны отдыха
Отдел парков и зон отдыха Остина был удостоен награды за лучшую организацию отдыха у водоёмов в 1999 году, а также получил золотую медаль 2004 года от национальной ассоциации парков. В Остине находится более 50 общественных бассейнов и множество парков. В список известных мест для купания в первую очередь можно отнести старейший бассейн Дип Эдди (Deep Eddy Pool), а также крупнейший естественный городской бассейн Бартон Спрингс (Barton Springs Pool). Температура воды в обоих водоёмах колеблется от 20 °C зимой до 22 °C летом.
В парках Остина популярны скалолазание, хождение на лодках и каяках, плавание, изучение природы, катание на велосипедах и пешие прогулки. В центре города находится зелёный пояс Остина — продолжительная парковая полоса, включающая в себя парк Зилкер. В 30 минутах езды от города расположен естественный бассейн и парк Хэмилтон (Hamilton Pool).

## Транспорт
Среди всех работающих в Остине людей 73 % ездят на работу одни, в автомобиле, 10 % образуют кар пул, 6 % работают из дома, 5 % добираются до работы на автобусе, 2 % пешком и 1 % — при помощи велосипеда.

### Автотрассы
Основная часть Остина расположена вокруг двух основных дорог, пролегающих с севера на юг: межштатной магистрали I-35 и автомагистрали штата Техас Mopac Expressway (loop 1). С востока на запад город пересекают автомагистраль США номер 183 и автомагистраль штата 71. Остин является крупнейшим городом в США, через который проходит лишь одна межштатная магистраль.
Автомагистраль США номер 290 проходит через северо-восток города, затем сливается с I-35, после чего становится частью автомагистрали штата 71, а затем вновь становится отдельной магистралью на западной окраине города. Магистраль 71 продолжается до города Брэди, а шоссе 290 присоединяется к I-10 в районе города Джанкшн. I-35 на юге проходит через Сан-Антонио и заканчивается на границе с Мексикой, в городе Ларедо. На севере штата I-35 проходит через Даллас и Форт Уэрт. На восток, в Хьюстон, из Остина ведут две основные дороги —- автомагистраль 290, а также трасса 71, которая перед Хьюстоном вливается в I-10.
В середине 80-х в городе построена автомагистраль штата, шоссе 360, проходящая по живописным местам города. Трасса начинается неподалёку от пересечения автомагистралей 71 и Mopac на юге и заканчивается рядом с пересечением Mopac и магистрали 183. На пересечении с озером Остин построен живописный мост Пеннибэкер (Pennybacker bridge).

#### Платные дороги
Первые участки автомагистрали штата 130 были открыты в 2006 году. Магистраль проходит от I-35 в районе Джорджтауна, до пересечения с другой магистралью штата, номер 45. В ноябре 2012 было открыто продление магистрали 130 на юг до пересечения с I-10 в Сегине, в 50 километрах от Сан-Антонио. Трасса примечательна тем, что на всем её протяжении ограничение скорости не опускается ниже 80 миль в час (около 130 км/ч), а на 66-километровом участке до Сегина ограничение составляет 85 миль в час (около 137 км/ч), что является наивысшей разрешенной скоростью на территории всех США.
Автомагистраль штата 45 состоит из двух отдельных участков. Северный проходит от пересечения с магистралью 183 в Сидар-Парк, до магистрали 130 в Пфлюгервиле (к востоку от Раунд-Рока). Южный участок соединяет I-35 и магистраль 130. Также была построена альтернативная платная дорога 183A между городами Сидар-Парк и Лиэндер. Трасса Mopac имеет выделенную платную полосу от центра города. Северный участок длиной примерно 6 километров является полностью платным. На северо-востоке построен платный дублёр автомагистрали 290 США, а на юго-востоке, неподалёку от аэропорта, есть платный дублёр магистрали 71 штата.
Продолжается строительство платных полос автомагистрали 183 США на юго-востоке города в районе аэропорта, а также на севере той же магистрали. Рассматриваются проект строительства выделенных платных полос на юге автомагистрали Mopac, а также проект продления платной автомагистрали 183A.
Несмотря на ожидания высоких доходов, автомагистраль 130 пока не оправдала ожиданий инвесторов, и этот факт может повлиять на будущее планирование платных дорог в регионе. Для разгрузки центра города и одновременного повышения привлекательности магистрали было внесено предложение поменять местами 130 шоссе с межштатной автомагистралью I-35.

### Аэропорты
В восьми километрах к юго-востоку от города расположен аэропорт Остин Бергсторм (Код аэропорта ИАТА: AUS). До 1993 года аэропорт был частью базы ВВС США Бергстром, которая была закрыта в соответствии с планом перемещения и закрытия баз. До публичного открытия аэропорта Остин Бергстром коммерческим аэропортом Остина являлся муниципальный аэропорт Роберта Мюллера.

### Общественный транспорт
Общественный транспорт в Остине (преимущественно автобусное сообщение) находится под управлением компании Capital Metropolitan Transportation Authority (Capital Metro). Автобусные маршруты в городе разделены на локальные, вылетные, дополнительные, хордовые, специализированные (маршруты в пределах даунтауна, к станциям MetroRail, а также ночные) и экспресс-маршруты. В отдельную категорию выделены автобусы системы MetroRapid, запущенной в 2014 году и обладающей некоторыми признаками скоростного транспорта. Высокотехнологичные автобусы состоят из двух секций, имеют три двери, позволяют продлить разрешающий сигнал светофора при приближении к нему автобуса, оборудованы беспроводным интернетом. Остановки MetroRapid отображают оставшееся время до прибытия автобуса, исходя из непрерывно поступающей информации. Два экспресс-маршрута проходят практически через весь город с севера на юг. В центре города часть маршрута проходит по выделенным полосам.
С 2010 года действует пригородная железнодорожная линия Capital MetroRail (длина 51 км), связывающая центр Остина с пригородами на севере.
Междугородным автобусным сообщением в Остине занимаются две компании: Greyhound Lines и Turimex Internacional. Автобусы последней отправляются в Ларедо и далее в несколько городов Мексики.
Через Остин проходит маршрут пассажирского поезда дальнего следования Texas Eagle (Чикаго — Лос-Анджелес) компании Amtrak.

### Прочий транспорт
Остин стал первым в западном полушарии городом, в котором доступна программа краткосрочной аренды автомобиля Car2Go.
Город также является одним из наиболее удобных для велосипедной езды в Техасе. Лига Американских Велосипедистов присвоила городу серебряный рейтинг.

### Пешие прогулки
Согласно пешему рейтингу 2011 года, Остин занимает 31 место в списке 50 крупнейших городов США по пешей доступности до всех необходимых для проживания мест.

## Образование
Исследователи из Университета Центрального Коннектикута в 2008 году назвали Остин 16-м по образованности городом. Общественная библиотека Остина оперирует несколькими отделениями по городу, а библиотека Техасского университета в Остине считается седьмой крупнейшей библиотекой в стране.
Остин назван лучшим университетским городом Америки по результатам голосования на канале Travel. Более 43 % жителей города старше 25 лет имеют степень бакалавра, а 16 % имеют полное высшее образование. Показатель по бакалаврам является восьмым среди крупных метрополий США.

### Высшее образование
Главный университет Остина — Техасский университет в Остине является основным университетом в системе университетов Техаса. В университете обучается более 38 000 студентов и 12 000 аспирантов. В 2010 году агентство U.S. News and World Report назвало университет 45-м среди национальных университетов и 13-м среди общественных университетов. Университет тратит на исследования более 640 миллионов долларов и имеет лучшие юридические, инженерные и бизнес-программы в штате.
Также в городе функционируют следующие учебные заведения для получения высшего образования: университеты St. Edward's University, Concordia University Texas, Huston–Tillotson University, колледж Austin Community, Юго-Западная семинария (the Seminary of the Southwest), Школа бизнеса Эктона (the Acton School of Business), Аспирантура теологии Остина (Austin Graduate School of Theology), Пресвитерианская теологическая семинария Остина (Austin Presbyterian Theological Seminary), Остинское отделение Вирджинского колледжа, Остинский институт искусства, Остинская консерватория, а также отделение Park University.

### Начальное и среднее образование
В Остине большой выбор учреждений, предлагающих высококачественное начальное и среднее образование: помимо 29 школьных округов, в городе функционируют 17 чартерных школ, и 69 частных. Большая часть города обслуживается Остинским Независимым Школьным Округом. Два школьных округа — Инс(Eanes) и Раунд-Рок — удостоены «золотого» статуса журналом Expansion Management.

### Частное и альтернативное образование
В список частных и альтернативных образовательных учреждений входят школы: Regents of Austin, Redeemer Lutheran School, Garza (общественная), Austin Discovery School (чартерная общественная), Austin Jewish Academy, The Austin Waldorf School, The Griffin School, The Khabele School, Concordia Academy, St. Ignatius Martyr Catholic School,Holy Family Catholic School, San Juan Diego Catholic High School, Brentwood Christian School, St. Austin Catholic School, St. Stephen’s Episcopal School, St. Mary’s, St. Theresa’s, St. Michael’s Catholic Academy, Saint Gabriel’s Catholic School, St. Andrew’s Episcopal School, St. Francis Episcopal School, Saint Paul Lutheran School, Trinity Episcopal School, Huntington-Surrey, Cleaview Sudbury School, The Inside Outside School, ACE Academy, Paragon Preparatory Middle School, Austin International School, The Progress School, а также несколько школ Монтессори. Также ряд школ, например Whole Life Learning Center и AHB Community School, предлагают обучение в течение неполного дня.
Также в Остине базируется ряд центров специального образования, в том числе Центр Аутизма и Связанных Расстройств, Техасский Центр Аутизма, Центр Раннего Развития Для Больных Аутизмом, а также Центр Детского Здоровья и Развития Джонсона.

## Города-побратимы
Согласно данным организации Sister Cities International, городами-побратимами Остина являются:
| - Сальтильо (1968) - Масеру (1978) - Лима (1981) - Аделаида (1983) - Тайчжун (1986) | - Оита (1990) - Кобленц (1991) - Сишуанбаньна-Дайский автономный округ (1997) - Орлу (штат Имо) (2000) - Кванмён (2001) | - Анталья (2009) - Анже (2011) - Хакни (район Лондона) (2014) - Манаус (2015) - Пуна (2018) |

Следующие города имеют статус дружественных:
- Вильфранш-сюр-Мер
- Сиемреап
- Теуакан

Два города были исключены из списка городов-побратимов голосованием городского совета Остина в 1991 году:
- Белу-Оризонти
- Эльче